# Temple Herdewyke
Temple Herdewyke är en by i Warwickshire i England. Byn är belägen 15,8 km 
från Warwick. Orten har 776 invånare (2015).